# Charriage (géomorphologie)
Pour les articles homonymes, voir charriage.

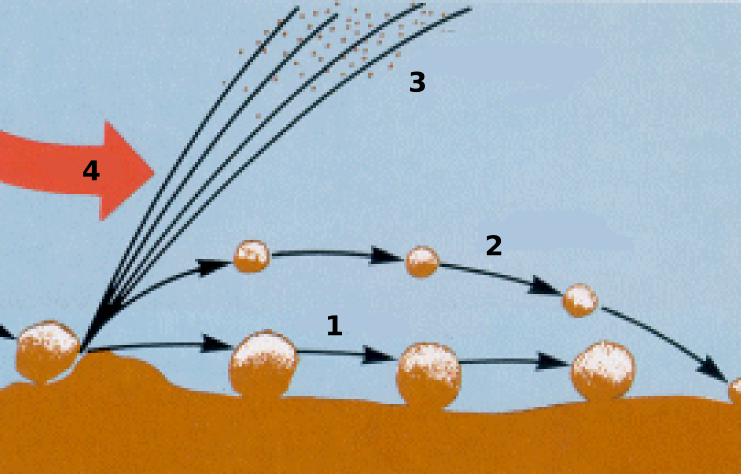
1-charriage
2-saltation
3-suspension
4-sens du courant ou du vent

Le charriage (ou roulementou roulage) désigne en géomorphologie un processus de déplacement des sédiments sous l'effet du vent ou de l'eau. Il affecte les particules les plus massives qui restent en contact avec le sol, se déplacent de manière relativement lente et discontinue.